# Sernokorba
Sernokorba Kamura, 1992 è un genere di ragni appartenente alla famiglia Gnaphosidae.

## Distribuzione
Le 3 specie note di questo genere sono state reperite nella regione paleartica: la specie dall'areale più vasto è la S. pallidipatellis, rinvenuta in Russia, Corea, Cina e Giappone.

## Tassonomia
Non sono stati esaminati esemplari di questo genere dal 2013.
Attualmente, a gennaio 2016, si compone di 3 specie:
- Sernokorba fanjing Song, Zhu & Zhang, 2004 — Cina
- Sernokorba pallidipatellis (Bösenberg & Strand, 1906)[2] — Russia, Cina, Corea, Giappone
- Sernokorba tescorum (Simon, 1914) — Francia